# گارد ملی عربستان سعودی
گارد ملی عربستان سعودی (عربی: الحَرَس الوَطنيّ، آوانگاری: al-Ḥaras al-Waṭanī) یگان نظامی-امنیتی در قالب گارد ملی در کشور عربستان سعودی است، که تحت امر وزارت گارد ملی فعالیت می‌کند. گارد ملی عربستان سعودی در سال ۱۹۱۰ تأسیس شد. گارد ملی به جای وزارت دفاع عربستان سعودی، تحت کنترل اداری وزارت گارد ملی است. این نیروی نظامی با ارتش عادی عربستان سعودی متفاوت است، زیرا از عناصر قبیله‌ای وفادار به خاندان آل سعود تشکیل شده و وظیفه محافظت از خانواده سلطنتی در برابر خطرات داخلی مانند کودتا را برعهده دارد.